# Uniwersytet Ostrawski
Uniwersytet Ostrawski (cz. Ostravská univerzita v Ostravě) – publiczna uczelnia założona w Ostrawie 28 września 1991 roku. Jego protoplastą była Wyższa Szkoła Pedagogiczna w Opawie, która od roku 1959 ma swą siedzibę w Ostrawie.
Biblioteka uniwersytecka założona w roku 1999 posiada ponad 200 tys. książek, ponad 350 czasopism w języku czeskim i innych a także dalsze liczne zbiory (np. MC, mapy, mikrofilmy, CD-ROM). Uczelnia kształci w trybie dziennym i zaocznym.

## Wydziały
- Pedagogiczny: (przykładowe kierunki: Technologie Informatyczne i Komunikacyjne, Matematyka i Dialektyka, Pedagogika)
- Filozoficzny: (przykładowe kierunki: Literaturoznawstwo, Historia Sztuki, Historia, Filozofia, Germanistyka, Polonistyka, Slawistyka)
- Przyrodniczy (przykładowe kierunki: Ekologia, Ochrona Środowiska, Biofizyka, Matematyka z informatyką)
- Zdrowotno-socjalny (przykładowe kierunki: Pielęgniarstwo, Higiena i Epidemiologia, Fizjoterapia, Praca Socjalna)
- Artystyczny

## Rektorzy
| Rektor                             | Daty urzędowania | Nominujący   |
| ---------------------------------- | ---------------- | ------------ |
| prof. PhDr. Jaroslav Hubáček, CSc. | 1991 – 1995      | Václav Havel |
| prof. RNDr. Jiří Močkoř, DrSc.     | 1995 – 2001      | Václav Havel |
| doc. Ing. Petr Pánek, CSc.         | 2001 – 2004      | Václav Havel |
| doc. RNDr. Vladimír Baar, CSc.     | 2004 – 2007      | Václav Klaus |
| prof. RNDr. Jiří Močkoř, DrSc.     | 2007 – 2015      | Václav Klaus |
| prof. MUDr. Jan Lata, CSc.         | od 2015          | Miloš Zeman  |